# Britt Nicole
Britt Nicole, artiestennaam van Brittany Nicole Waddell, (Kannapolis (North Carolina), 2 augustus 1984) is een Amerikaans zangeres.
Als driejarig meisje begon Waddell met zingen in haar kerk, de Truth Temple of Kannapolis in North Carolina. Op school was ze lid van het schoolkoor, en ze kreeg de kans om met het schoolkoor een keer op te treden in de Carnegie Hall in New York. Vanaf haar zestiende schrijft ze zelf nummers. Sinds 2004 treedt ze op als solozangeres.
Op 22 mei 2007 kwam haar eerste album Say It uit. Het nummer You stond in de top 10 van de hitlijsten voor christelijke muziek. Op 22 september bracht de zangeres ook een clip uit van het nummer Believe.

## Discografie
- Follow the Call (2003)
- Say It (2007)
- The Lost Get Found (2009)
- Gold (2012)
- Britt Nicole (2016)